# Ares Borghese
L'Ares Borghese è una statua romana marmorea di età imperiale (I o II secolo), alta 2,11 metri. È identificabile come Ares, Marte nella mitologia romana, dall'elmo e dalla cavigliera datagli in dono da Afrodite. La statua conserva alcuni elementi dell'originale opera bronzea, ora perduta, risalente al V secolo a.C..

## Storia e descrizione
Il culto e la rappresentazione di Ares erano molto rari nell'Antica Grecia, soprattutto nell'ambito scultoreo. Si crede che la statua possa essere stata riprodotta da un originale di Alcamene, scultore ateniese che, stando a quanto afferma Pausania, realizzò una statua che si trovava nell'Agorà ateniese. Tuttavia, il tempio di Ares al quale si riferisce lo scrittore era stato spostato ad Acharnes e ricollocato nell'Agorà solo all'epoca di Augusto, rendendo cronologicamente incompatibile il riferimento. Inoltre, l'Ares di Alcamene avrebbe avuto un pettorale. Pertanto la statua non sarebbe una copia di una sua opera, piuttosto una creazione romana riconducibile ai gusti classico o neoattico.
Successivamente, lungamente trascurato, questo modello è stato spesso affiancato con statue femminili, come la Venere di Milo, per la rappresentazione della coppia romana imperiale, simbolo dell'unione tra guerra e pace, proprio come nella scultura di Venere e Marte. 
Precedentemente parte della collezione Borghese, è stata acquistata da Napoleone nel 1807.

## Nella cultura di massa
La statua è presente (come busto) nell'anime Sekko Boys.

## Galleria d'immagini

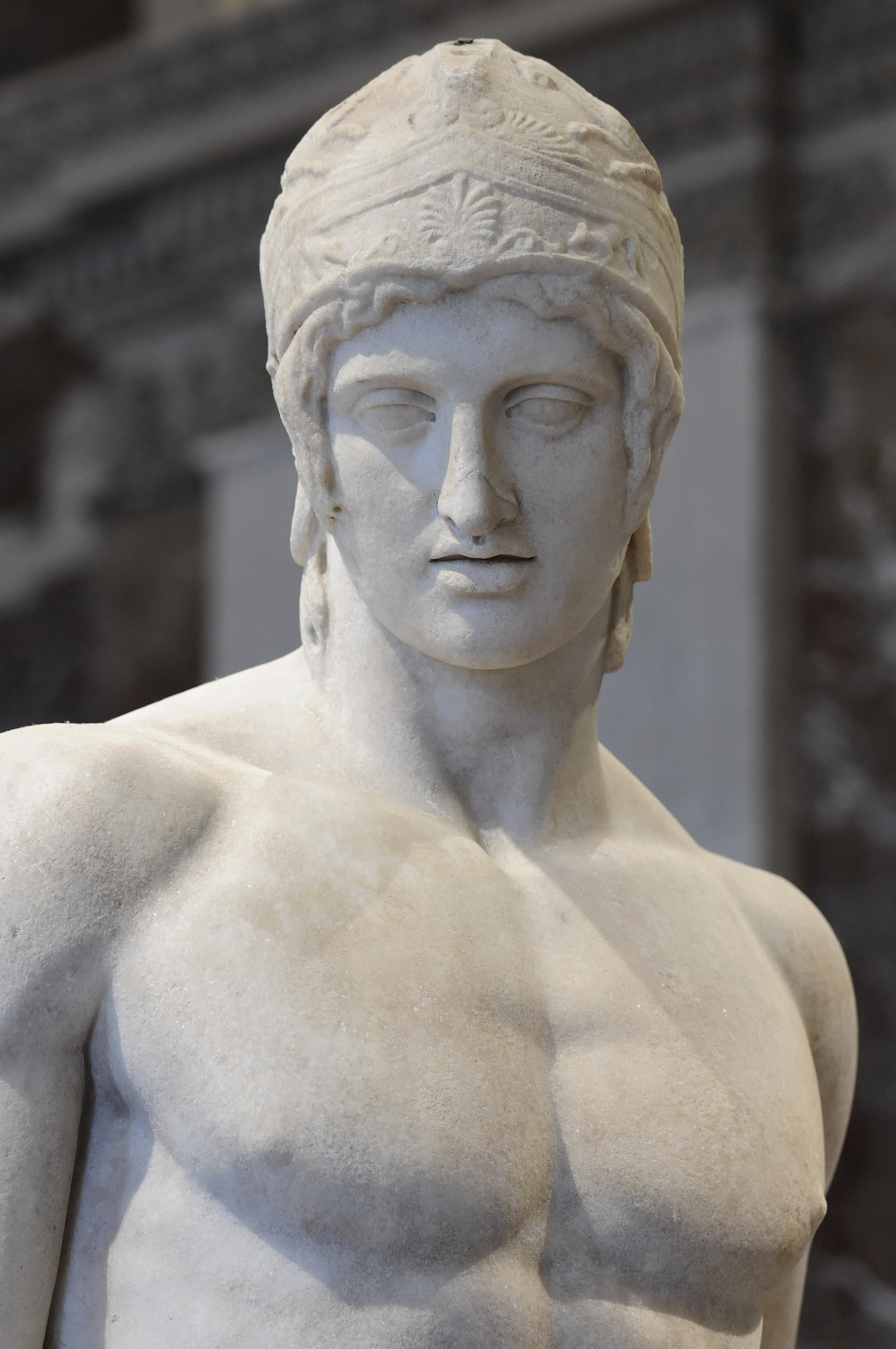
Una vista più ravvicinata della parte superiore
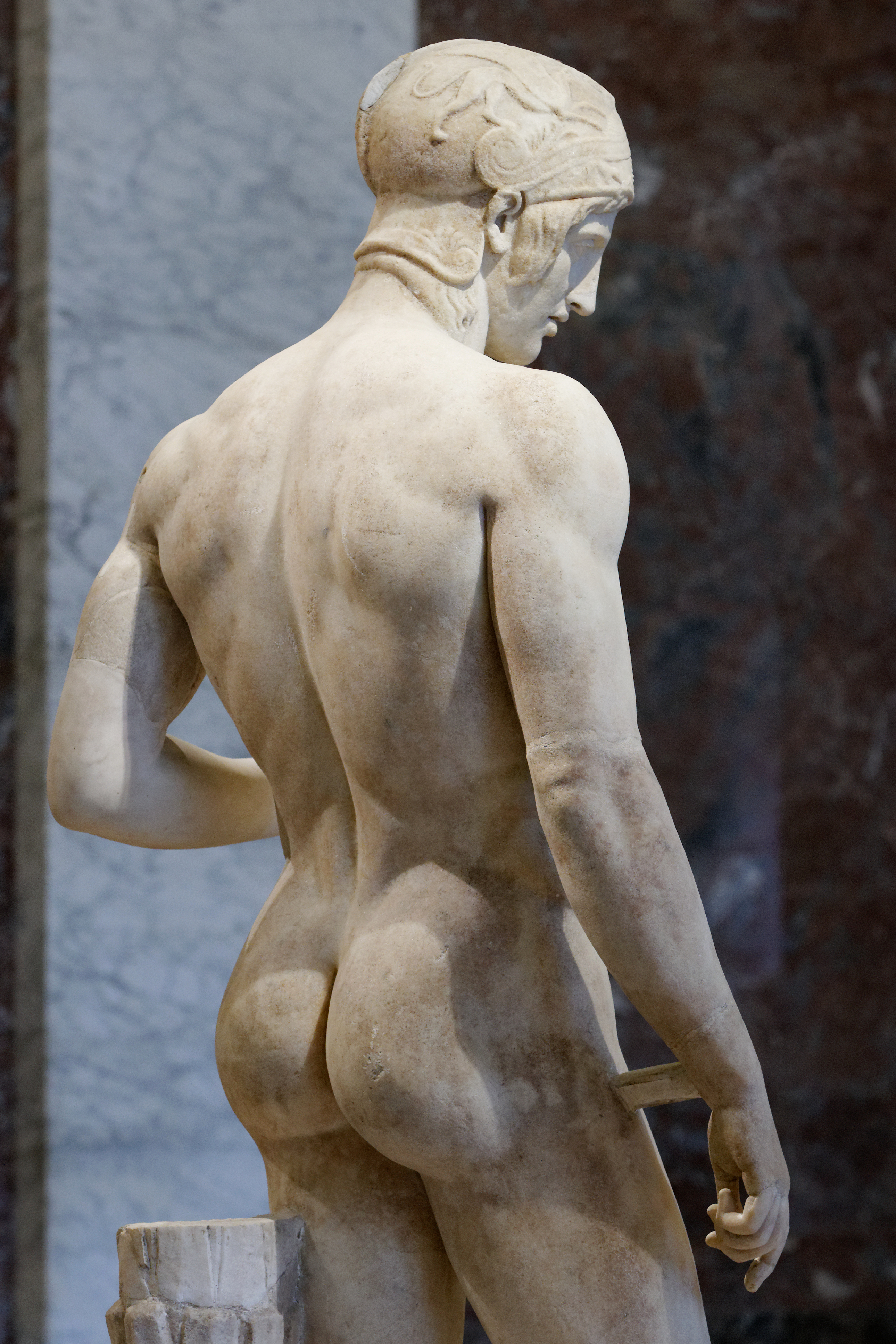
Visuale dal retro
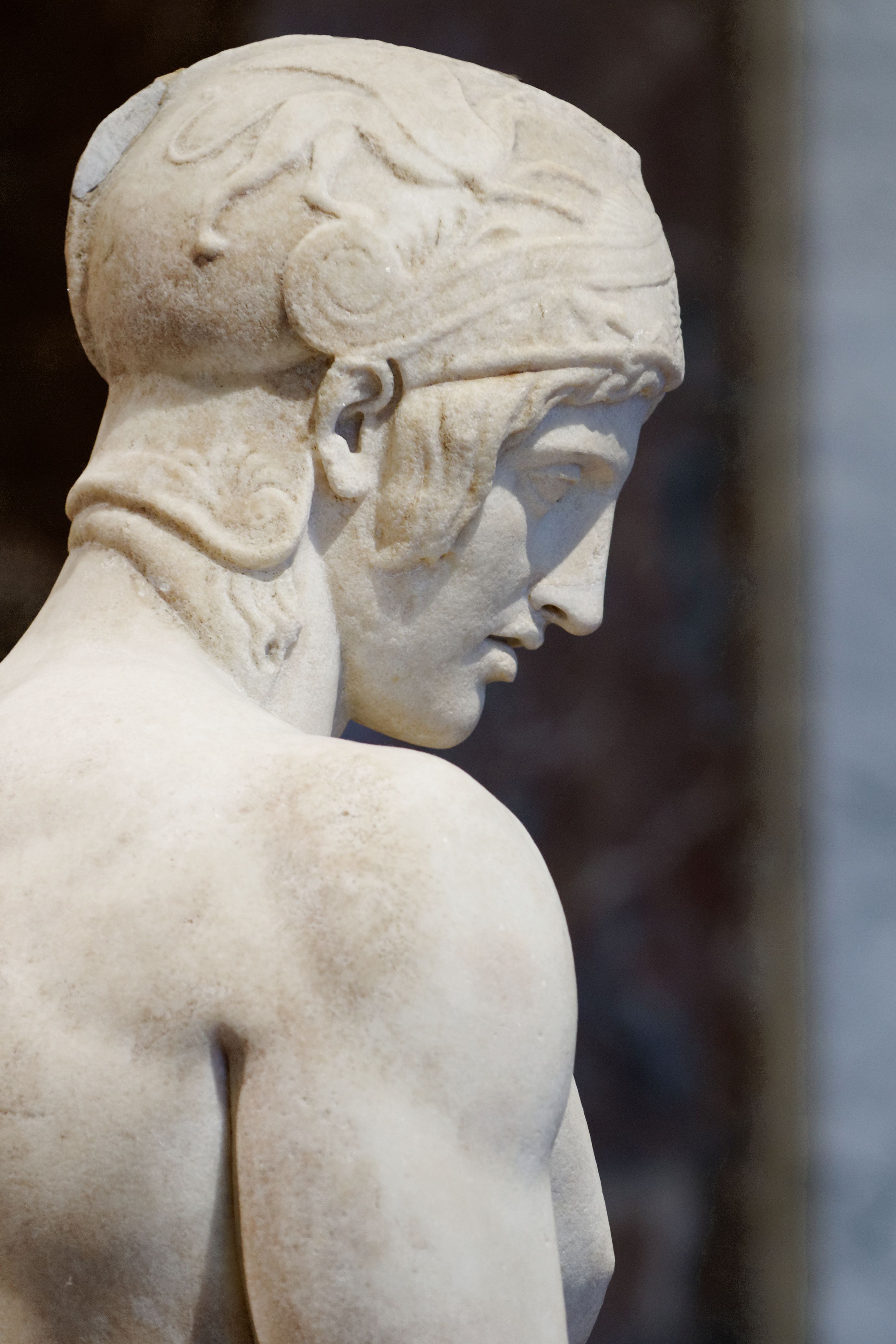
Dettaglio dell'elmo
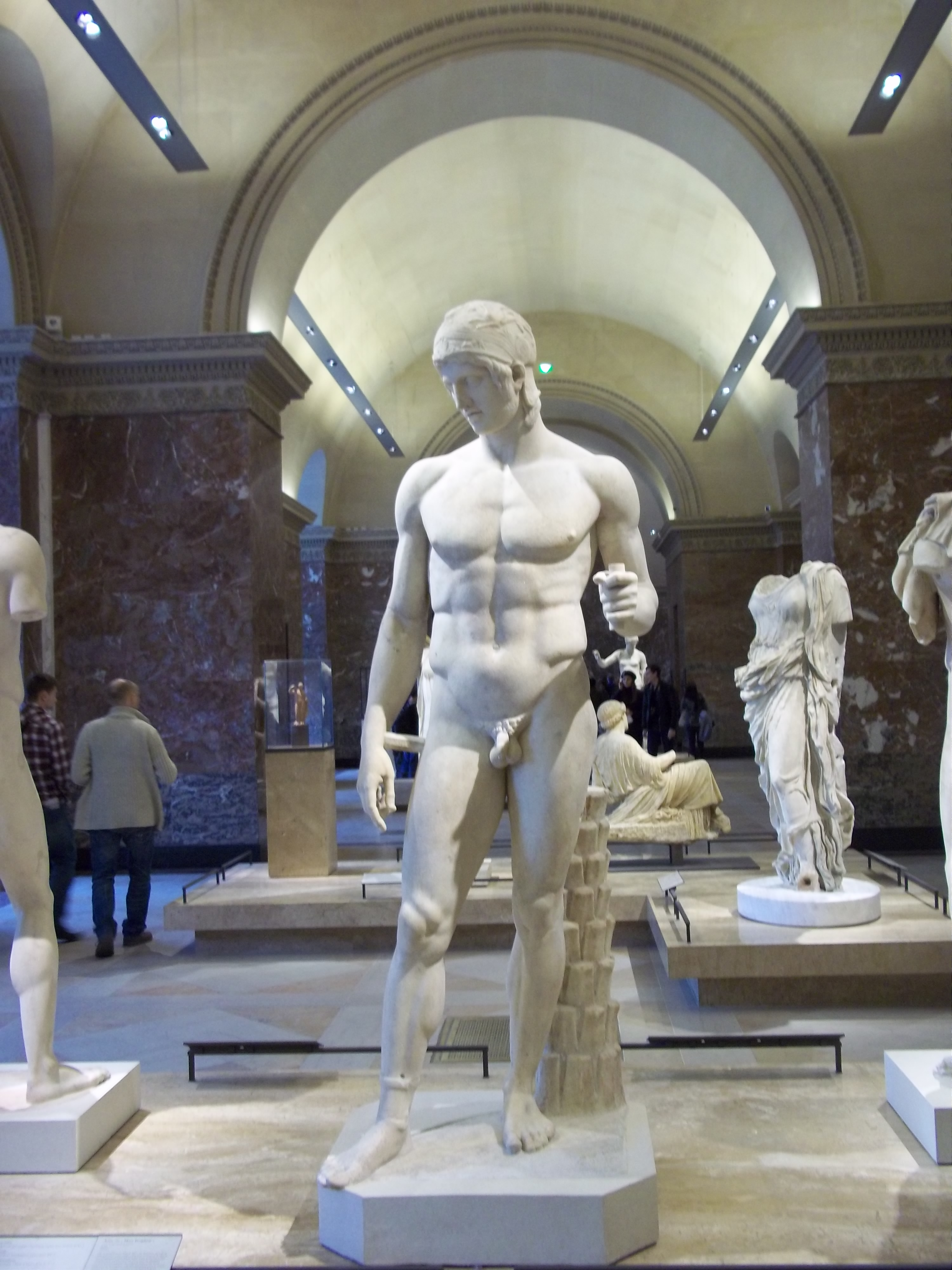
La statua all'interno del Louvre
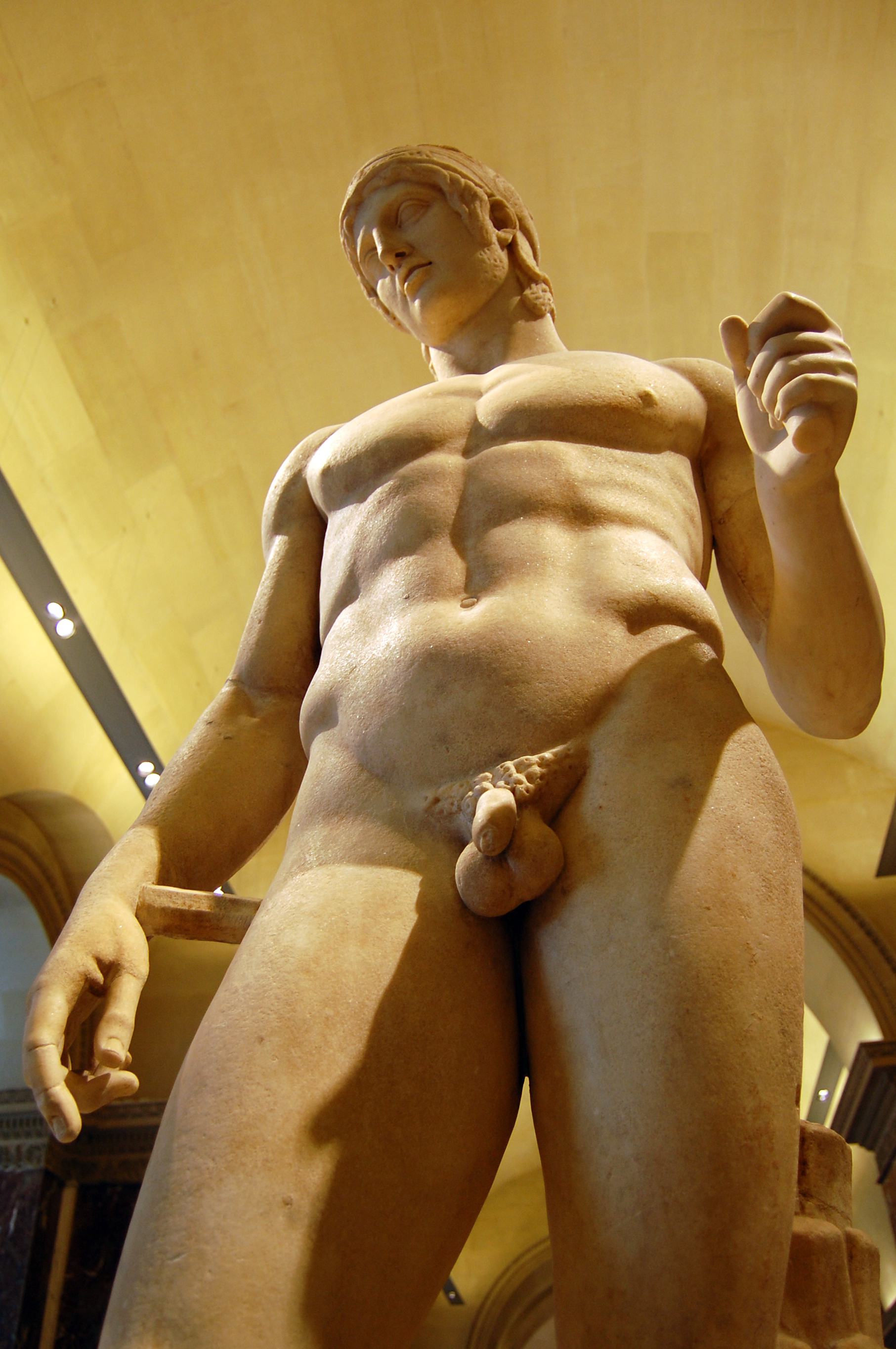
Visuale dal basso